# Hanskarl von Unger
Hanskarl von Unger (* 5. Dezember 1930 in Wunstorf; † 17. April 2021 in Duisburg-Rheinhausen) war ein deutscher Diplom-Ingenieur und Politiker (CDU). Er war Geschäftsführer der Krupp Stahltechnik GmbH und ab 1980 Mitglied des Landtags von Nordrhein-Westfalen.

## Leben
Hanskarl Unger, wurde als Sohn von Lore von Unger, geborene von Wick, und ihrem Mann, dem Diplom-Ingenieur und Oberst i. G. d. R. Karl von Unger, 1930 in Wunstorf geboren. Nach dem Abitur im Jahr 1951 studierte er von 1951 bis 1957 allgemeinen Maschinenbau an der Technischen Hochschule Hannover. Ab 1957 war er Mitarbeiter im Krupp-Konzern, von 1980 bis 1992 Geschäftsführer einer Tochtergesellschaft. 1992 wurde er selbständiger Unternehmensberater.
Von 1965 bis 1969 war von Unger, der seit 1963 Mitglied der CDU war, Stadtrat in Rheinhausen, von 1979 bis 1990 Stadtrat in Duisburg. Er war von 1980 bis 1995 Abgeordneter des neunten, zehnten und elften Landtags von Nordrhein-Westfalen. Er zog jeweils über Listenplätze der Landesliste seiner Partei in den Landtag ein.
Er war Rechtsritter des Johanniterordens sowie Ehrenbürger der Universität Duisburg-Essen.
Hanskarl von Unger war evangelisch, verheiratet seit 1961 mit Karin-Friederike von Unger, geborene von Kretschmann, und hatte vier Kinder (Jobst, Max, Hans-Ulrich und Asta von Unger).